# Репутация Уильяма Шекспира

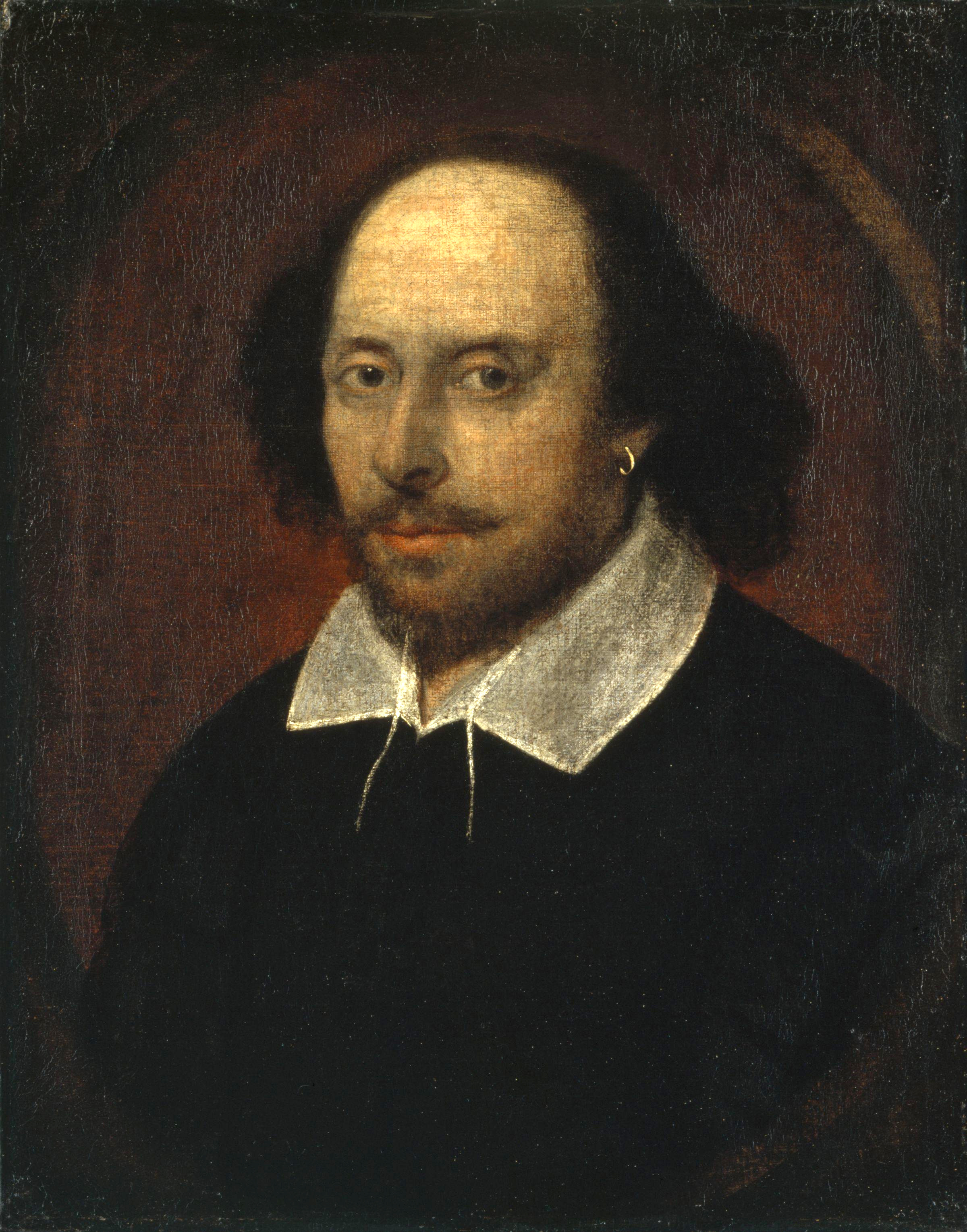
Чандосовский портрет, который, как считается, изображает Уильяма Шекспира, однако его подлинность неизвестна. «Человек с самой большой и всеобъемлющей душой из всех современных и, вероятно, древних поэтов» («the man who of all Modern, and perhaps Ancient Poets, had the largest and most comprehensive soul», Джон Драйден, 1668), «наш мириадо-мыслящий Шекспир» («our myriad-minded Shakespeare», С. Т. Кольридж, 1817).

В своё время Уильям Шекспир (1564—1616) считался лишь одним из многих талантливых драматургов и поэтов, однако с конца XVII в. он считается выдающимся англоязычным драматургом и поэтом.
Произведения ни одного другого драматурга не исполнялись на мировой сцене столь же часто, как произведения Шекспира. Пьесы часто кардинально адаптировались для исполнения. В XVIIIм и XIX вв., в эпоху великих звёзд актёрского мастерства, быть звездой на британской сцене означало быть великим шекспировским актёром. Затем акцент был перенесён на монологи как декламационные обороты в ущерб темпу и действию, и пьесы Шекспира, казалось, были под угрозой исчезновения из-за добавлений музыки, декораций и специальных эффектов, создаваемых громом, молнией и волновыми машинами.
Редакторы и критики пьес, пренебрегая эффектностью и мелодраматизмом шекспировских представлений, стали рассматривать Шекспира в качестве драматического поэта, которого следует изучать не в театре, а на страницах. Разрыв между Шекспиром на сцене и Шекспиром на страницах достиг своего пика в начале XIX в., когда и то, и другое достигло пика славы и популярности: театральный Шекспир был успешным зрелищем, а также мелодрамой для массового зрителя, тогда как книжный Шекспир возвышался при помощи благоговейных комментариев романтиков, превознесения его в качестве уникального поэтического гения, пророка и барда. До появления романтиков Шекспир просто вызывал наибольшее восхищение из всех драматических поэтов, особенно за своё понимание человеческой природы и реализм, однако критики романтического толка, навроде Сэмюэла Тейлора Кольриджа, сделали его объектом почти что религиозного преклонения, а Джордж Бернард Шоу ввёл термин «бардопоклонство» для описания этого чувства. Эти критики считали Шекспира превосходящим остальных писателей, а его пьесы не «просто великими произведениями искусства», но «явлениями природы, подобно солнцу и морю, звёздам и цветам» и «при полном подчинении наших физических способностей» («phenomena of nature, like the sun and the sea, the stars and the flowers» and «with entire submission of our own faculties», Томас де Куинси, 1823). К концу XIX в. Шекспир стал, помимо прочего, эмблемой национальной гордости, жемчужиной английской культуры и «знамением сплочения» («rallying-sign»), как писал Томас Карлайл в 1841 г., для всей Британской империи.

## В XVII в

### В период правления Якова I и Карла I

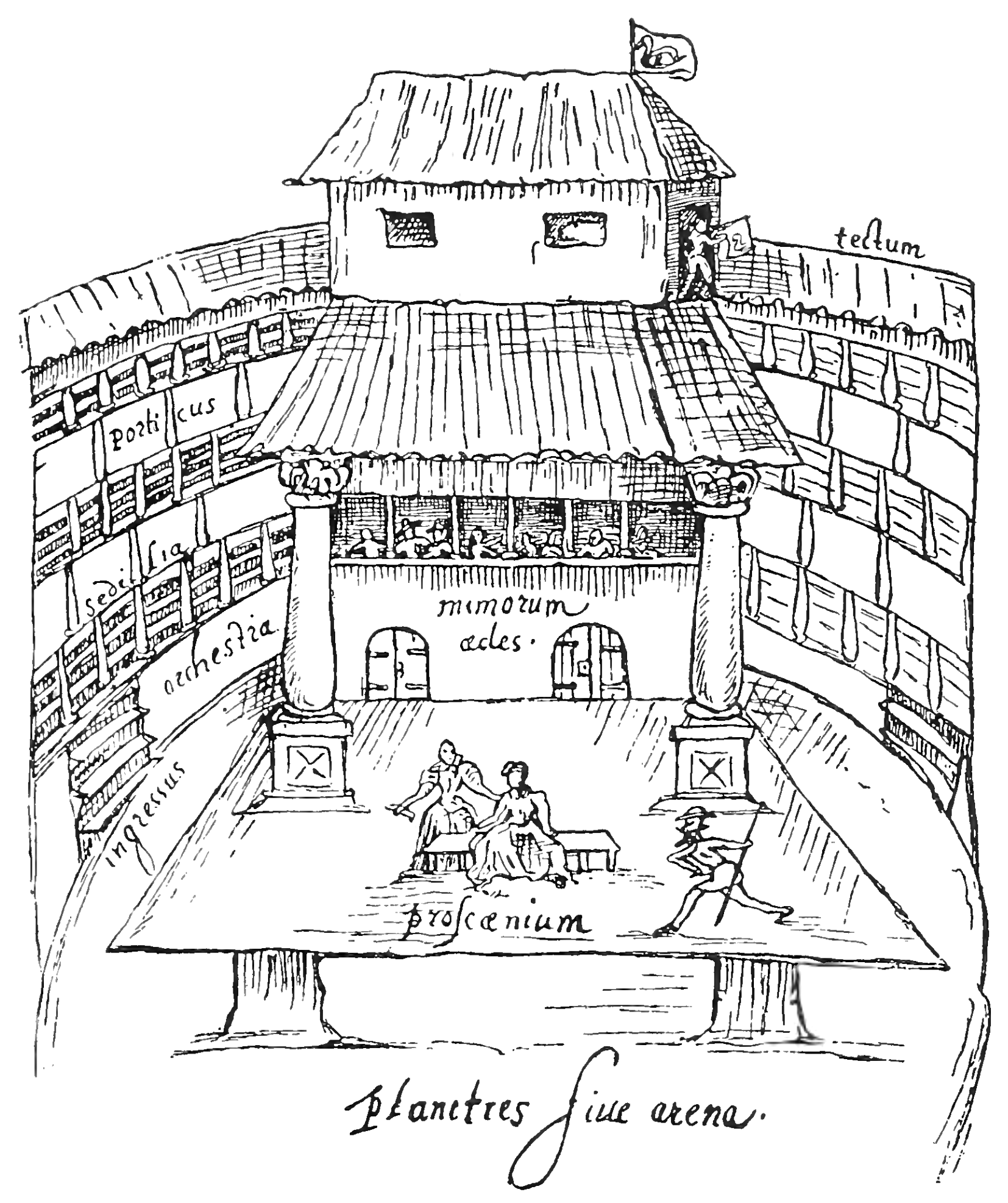
Эскиз 1596 г. Спектакль на платформе или авансцене типичного круглого елизаветинского театра с открытой крышей «Лебедь».

Непросто оценить репутацию Шекспира при его жизни и непосредственно после неё. В Англии до 1570х гг. было немного литературы, а подробные критические комментарии современных авторов не появлялись до начала правления Карла I. О фактах какой-либо репутации можно судить лишь по отрывочным свидетельствам. Его включали в некоторые современные списки ведущих поэтов, но, по-видимому, ему не хватало положения аристократа Филипа Сиднея, сделавшегося культовой фигурой из-за смерти в бою в молодом возрасте, или же Эдмунда Спенсера. Сонеты Шекспира переиздавались гораздо чаще, чем его пьесы; но пьесы Шекспира были написаны для исполнения его собственной труппой, и, поскольку ни один закон не запрещал конкурирующим компаниям использовать пьесы, то труппа Шекспира предприняла ряд шагов чтобы его пьесы не были напечатаны. То, что многие из его пьес пиратски использовались, говорит о его популярности на книжном рынке, а регулярное покровительство его компании со стороны двора, достигшее наивысшей точки в 1603 г., когда Яков I превратил её в «Королевскую группу», говорит об их популярности среди высших слоёв общества. Ряд современников считали современные пьесы (в отличие от пьес на латинском и греческом языках) эфемерными и даже несколько сомнительными развлечениями. Ряд пьес Шекспира, особенно исторические, часто переиздавались в дешёвой форме quarto (то есть как брошюры); другим же потребовались десятилетия, чтобы получить третье издание.
После того как Бен Джонсон стал пионером в канонизации современных пьес, напечатав собственные произведения в формате фолио (формат роскошных книг) в 1616 г., Шекспир стал следующим драматургом, удостоенным коллекции ин-фолио в 1623 г. Факт того, что это фолио было переиздано в течение 9 лет, указывает на то, что он пользовался необычайно высоким для драматурга уважением. Стихи-посвящения Бена Джонсона и Джона Мильтона во 2 м фолио — первые индикаторы того, что Шекспир считался величайшим поэтом своего времени. Эти дорогие издания для чтения — первый видимый признак раскола между сценическим Шекспиром и Шекспиром для читателей; это тот раскол, который будет нарастать в течение следующих 200 лет. В своих «Timber or Discoveries» (1630) Бен Джонсон похвалил скорость и лёгкость, с которой Шекспир писал свои пьесы, а также честность и мягкость современника по отношению к другим людям.

### Период Междуцарствия и Реставрации
Во время Английской Республики (1642—1660) все публичные выступления на сцене были запрещены пуританскими руководителями. Хотя актёрам запрещалось использовать сцену, костюмы и декорации, им всё же удавалось заниматься своим ремеслом, исполняя «шутки» (drolls) или краткие фрагменты больших пьес, обычно заканчивавшиеся какой-либо джигой. Шекспир был одним из многих драматургов, чьи произведения были растасканы на такого рода сцены. Среди самых распространенных сцен были сцены Основы из «Сна в летнюю ночь» и сцена с могильщиками из «Гамлета». Когда театры снова открылись в 1660 г. после такого уникально долгого и резкого перерыва в истории британского театра, две недавно получившие лицензии лондонские театральные компании, Duke’s и King’s Company, начали своё дело с борьбы за права на исполнение старых пьес. Шекспир, Бен Джонсон и команда Бомонта и Флетчера были одними из самых ценных произведений, остававшиеся популярными после того, как драматургия эпохи Реставрации набрала оборот.

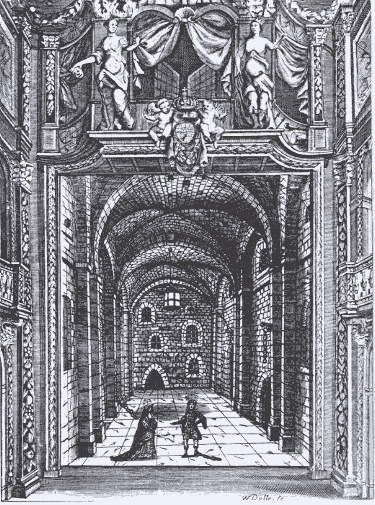
В театрах эпохи Реставрации были тщательно продуманные декорации. В них сохранился укороченный вариант авансцены для контакта актера со зрителем, хотя этого и не видно на этом изображении.

В тщательно продуманных лондонских театрах эпохи Реставрации, спроектированных Кристофером Реном, пьесы Шекспира ставились с музыкой, танцами, громом, молнией, волновыми машинами и фейерверками. Тексты были «переделаны» (reformed) и «улучшены» (improved) для сцены. Печально известный пример — это счастливый конец «Короля Лира», созданный ирландским поэтом Наумом Тейтом (1681) (который сохранялся на сцене до 1838 г.), тогда как «Буря» была превращена в полную спецэффектов оперу Уильямом Давенантом. Фактически, являясь директором герцогской труппы, Давенант по закону был обязан реформировать и модернизировать пьесы Шекспира перед их исполнением —это было специальное постановление лорда-камергера в битве за права на исполнение, которое «проливает интересный свет на многие осуждения Давенанта за его адаптации в XX в.». Юм показал, что современный взгляд на сцену Реставрации как на воплощение злоупотребления Шекспиром и безвкусицы преувеличен, а декорации и адаптация сделались более безрассудны в XVIII и XIX вв.
Неполные записи стадии эпохи Реставрации говорят о том, что Шекспир, хотя он всегда был крупным репертуарным автором, в период 1660—1700 гг. уступал феноменальной популярности Бомонта и Флетчера. «Их пьесы являются ныне самыми приятными и частыми развлечениями на сцене», — писал его коллега-драматург Джон Драйден в 1668 г., «и в течение года две из них приходятся на одну из пьес Шекспира или Джонсона» («two of theirs being acted through the year for one of Shakespeare’s or Jonson’s»). Однако в начале XVIII в. Шекспир отнял лидерство на лондонской сцене у Бомонта и Флетчера и больше никогда не уступал его.
В отличие от сценической истории, в литературной критике не было ни задержки, ни временного уступления другим драматургам: Шекспир всегда занимал уникальное положение, по крайней мере, начиная с эпохи Реставрации 1660 г. и далее. Хотя Шекспир и не следовал непреклонным французским классицистическим «правилам» драмы и трём классическим единствам времени, места и действия, эти строгие правила так и не прижились в Англии, а их единственный ревностный сторонник Томас Раймер практически никогда не упоминается влиятельными писателями, разве что как узкий догматик. Драйден, к примеру, в своём влиятельном «Эссе о драматической поэзии» (1668 г.) — том же эссе, где он отметил, что пьесы Шекспира ставились вдвое реже пьес Бомонта и Флетчера, — он доказывал художественное превосходство Шекспира. Хотя Шекспир и не следует драматическим условностям, пишет Драйден, однако Бен Джонсон им последует, и в результате Джонсон оказывается далеко на втором месте после «несравненного Шекспира» («the incomparable Shakespeare»), последователя природы, необразованного гения, великого реалиста в области человеческого характера.

## XVIII в

### Великобритания
В XVIII в. Шекспир доминировал на лондонской сцене, а шекспировские постановки всё больше превращались в создание звёздных номеров для звёздных актеров. После Закона о лицензировании 1737 года четверть ставящихся пьес были написаны Шекспиром и по крайней мере в двух случаях конкурировавшие лондонские театры ставили одну и ту же пьесу Шекспира в одно и то же время («Ромео и Джульетта» в 1755 г. и «Король Лир» в следующем году) и по-прежнему привлекали внимание публики. Этот случай был ярким примером всё возраставшей известности шекспировских звезд в театральной культуре, а в центре внимания была конкуренция и соперничество между главными героями-мужчинами в Ковент-Гардене и Друри-Лейн, Спрангером Барри и Дэвидом Гарриком . По-видимому, не было никаких проблем с Барри и Гарриком, которым было за тридцать, они могли играть подростка Ромео в одном сезоне и престарелого Короля Лира в следующем. В сентябре 1769 г. Гаррик устроил крупный юбилей Шекспира в Стратфорде-на-Эйвоне, оказавший большое влияние на рост бардопоклонства. Именно на эошм юбилее Шекспира Гаррик отдал дань уважения Женскому клубу Шекспира, поблагодарив их за спасение Шекспира от безвестности. Он сказал: «Это именно вы, дамы, и восстановили Шекспира на сцене, вы сформировали общество для защиты его славы и воздвигли памятник в его и вашу честь в Вестминстерском аббатстве» («It was You Ladies that restor’d Shakespeare to the Stage you form’d yourselves into a Society to protect his Fame, and Erected a Monument to his and your own honour in Westminster Abbey»).

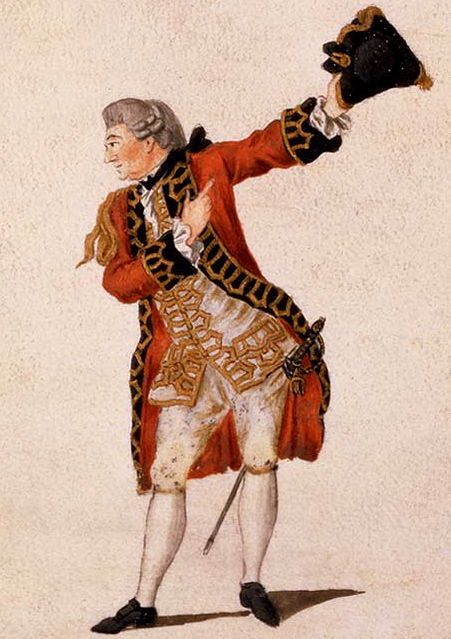
Дэвид Гаррик в роли Бенедика в пьесе «Много шума из ничего», 1770 г.

По мере того, как сценарии спектаклей всё больше расходились с оригиналами, публикация текстов, предназначенных для чтения, быстро развивалась в противоположном направлении, возникла текстология и появился запрос на верность оригинальным словам Шекспира. Тексты, которые имеются в нашем распоряжении сегодня и которые ставятся на сцене, в большинстве своём были созданы в XVIII в. Наум Тейт и Натаниэль Ли подготовили редакции и выполнили разделение сцен ещё в конце XVII в., а издание Николаса Роу 1709 г. считается первым подлинно научным текстом пьес. За ним последовало много хороших изданий XVIII в., увенчанное знаменательным изданием Variorum Эдмунда Мэлоуна, опубликованном посмертно в 1821 г. и служащем основой современных изданий. Эти сборники предназначались именно для чтения, а не для постановки; издание Роу 1709 г. было по сравнению со старыми фолиантами лёгкой книжечкой. Шекспировская критика также всё чаще начинала обращаться к читателям, а не к театральной публике.
Если что-то в пьесах Шекспира постоянно не любили и подвергали критике в XVIII в., то это были каламбуры («clenches») и «низкие» (сексуальные) намёки. Хотя некоторые редакторы, в особенности Александр Поуп, пытались затушевать или удалять каламбуры и двусмысленности, их скоро возвращали, и к середине века каламбуры и сексуальный юмор (за некоторыми исключениями, см. Томас Баудлер) вернулись в тексты навсегда.
Мнения Драйдена о силе шекспировского воображения и его способности изображать «природу» в XVIII в. разделялись, например, Джозефом Аддисоном («Среди англичан Шекспир несравненно превзошёл всех остальных» («Among the English, Shakespeare has incomparably excelled all others»), Александром Поупом («каждый персонаж Шекспира — в такой же степени индивид, как и люди в самой Жизни» («every single character in Shakespeare is as much an Individual as those in Life itself»), и Сэмюэлем Джонсоном (который с презрением отверг неоклассическую критику Шекспира Вольтером и Раймером как «мелкие придирки мелочных умов»). Давнее убеждение в том, что именно романтики стали первым поколением, по-настоящему оценившим Шекспира и предпочёвшим его Бену Джонсону, противоречит похвале многих писателей на протяжении XVIII в. Представления о Шекспире, которые многие считают типично постромантическими, часто высказывались в XVIII и даже в XVII в.: его описывали как гения, не нуждавшегося в образовании, как глубоко оригинального, создающего неповторимо «реальных» и индивидуальных персонажей (см. Хронология шекспировской критики). Сравнение Шекспира и его хорошо образованного современника Бена Джонсона было популярным занятием в то время, это сравнение неизменно восхваляло Шекспира. Оно должно было подчёркивать особые качества обоих писателей, и особенно подкрепляло утверждение о том, что природный гений превосходит всякие правила, и что «от критики всегда есть открытое обращение к природе» («there is always an appeal open from criticism to nature», Сэмюэл Джонсон).
Мнение о Шекспире ненадолго сформировалось в 1790х гг. в результате «открытия» Уильямом Генри Айрлендом «Шекспировских документов». Айрленд утверждал, что нашёл в сундуке золотую жилу утраченных документов Шекспира, включая две пьесы, Вортигерн и Ровена и Генрих II . Эти документы, по-видимому, отражали ряд неизвестных фактов о Шекспире, которые и сформировали мнение об его произведениях, в том числе его вероисповедание, что Шекспир будто был протестантом и что у него будто бы был внебрачный ребенок. Хотя многие поверили в подлинность этих документов, они вскоре подверглись ожесточённой критике со стороны учёных, указавших на многочисленные неточности. У Вортигерна состоялось только одно представление в Театре Друри-Лейн, прежде чем Айрленд признал, что подделал документы и что он сам написал пьесы.

### В Германии
Английские актёры начали посещать Священную Римскую империю в конце XVI в. для того чтобы поработать «скрипачами, певцами и жонглерами», и благодаря им творчество Шекспира впервые стало известно в Германии. В 1601 г. в Вольный город Данциг (современный Гданьск, Польша), в стенах которого проживала крупная английская купеческая колония, прибыла труппа английских актеров для того чтобы поставить пьесы Шекспира. К 1610 г. актёры ставили Шекспира на немецком языке, так как его пьесы стали популярны в Данциге. Некоторые произведения Шекспира исполнялись в континентальной Европе в XVII в., но широкую известность они получили лишь в середине XVIII в. В Германии Лессинг сравнил Шекспира с немецкой народной литературой. Во Франции строго соблюдались аристотелевские правила о трёх единствах, а в Германии, стране, где французское культурное влияние было очень сильным (в XVIII в. немецкая элита предпочитала говорить по-французски, а не по-немецки), немецкие театральные критики-франкофилы давно осуждали творчество Шекспира как «беспорядок», нарушавший все аристотелевские правила.
Стремясь побудить немецкую публику более серьезно относиться к Шекспиру, Иоганн Вольфганг фон Гёте организовал юбилей Шекспира во Франкфурте в 1771 г., заявив в речи от 14 октября 1771 г., что драматург продемонстрировал, что аристотелевские единства были «столь же гнетущими, как тюрьма», и служили «тягостными оковами нашего воображения». Гёте восхвалял Шекспира за освобождение разума от жёстких аристотелевских правил, говоря: «Я выпрыгнул на волю и вдруг почувствовал, что у меня есть руки и ноги… Шекспир, друг мой, если бы ты был сегодня с нами, я смог бы жить только с тобой». Гердер также провозгласил, что чтение произведений Шекспира открывает «страницы книги событий, промысла, мира, веющего в песках времён».
Утверждение о том, что творчество Шекспира прорывается сквозь все творческие границы, открывая хаотичный, изобилующий, противоречивый мир, стало характерно для романтической критики, позднее это было выражено Виктором Гюго в предисловии к его пьесе «Кромвель», где он восхвалял Шекспира как художника гротеска, жанра, в котором неразрывно сплелись трагическое, абсурдное, тривиальное и серьёзное. В 1995 г. американский журналист Стивен Кинзер написал в «The New York Times»: «Шекспир имеет практически гарантированный успех в Германии, где его произведения пользуются огромной популярностью уже более 200 лет. По некоторым оценкам, пьесы Шекспира ставятся в Германии чаще, чем где-либо ещё в мире, не исключая и его родной Англии. Рынок его работ, как в английском, так и в немецком переводе, кажется неистощимым». Немецкий критик Эрнст Остеркамп писал: «Значение Шекспира для немецкой литературы не может сравниться со значением любого другого писателя послеантичного периода. Ни Данте, ни Сервантес, ни Мольер, ни Ибсен даже близко не подошли к его влиянию. С течением времени Шекспир фактически сделался одним из национальных авторов Германии».

### В России
Шекспир, насколько можно судить, никогда не уезжал из Стратфорда-на-Эйвоне дальше Лондона, однако он упомянул визит русских дипломатов от двора царя Ивана Грозного ко двору Елизаветы I в Бесплодных усилиях любви, где французские аристократы переодеваются русскими и выставляют себя на посмешище. Шекспир был впервые переведён на русский язык Александром Сумароковым, назвавшим Шекспира «одухотворённым варваром», а также писал о Барде из Эйвона, что в его пьесах «много плохого и чрезвычайно хорошего». В 1786 г. репутация Шекспира в России значительно повысилась, когда императрица Екатерина Великая перевела французскую версию «Виндзорских проказниц» на русский язык (Екатерина не знала английского языка) и поставила её в Санкт-Петербурге. Вскоре после этого Екатерина перевела Тимона Афинского с французского на русский язык. Покровительство Екатерины сделало Шекспира очень уважаемым писателем в России, однако его пьесы редко ставились до 19 века, и вместо этого его много читали.

### Во Франции
Шекспир и его произведения получили распространение во Франции с начала XVIII в. До этого наиболее почитаемыми английскими поэтами были Александр Поуп, Джон Мильтон, Джеймс Томсон и Томас Грей, а их тексты уже были переведены на французский. В первой половине XVIII в. французские интеллектуалы, побывавшие или пожившие в Англии и, следовательно, имевшие возможность видеть театральные постановки английских пьес, стали высказывать свои мнения и суждения о Шекспире и его театре. Вольтер стал заметной фигурой в этих спорах. В « Эссе об эпической поэзии» (1728 г.) он заявил, что является поклонником английского театра, особенно его трагедий, которые он превозносил выше всех других жанров, представленных на английской сцене. Вольтер ценил английский театр столь искренне, что пытался перенести некоторые его черты во Францию. Принятие его качеств не было быстрым или лёгким. В «Рассуждениях о трагедии» (1731) Вольтер проанализировал все правила, которые должны были категорически соблюдаться во французских театрах, а также все события, которые можно было изображать, и, наконец, те, что были категорически запрещены. В результате во французских пьесах преобладали «деликатность» (la delicatesse), «приличие» (la bienséance) и «обычай» (la coutume), которые и представляли собой препятствие для каких-либо новшеств. Такие преобразования вряд ли были оценены драматургами, актерами и публикой. Вольтер высказал желание частично отказаться от таких условностей, главным образом потому, что они мешали реализации некоторых сцен, над которыми он работал, в первую очередь сцены смерти Юлия Цезаря. Главным препятствием для этой сцены было то, что персонажи французских трагедий могли бы покончить жизнь самоубийством, но не убить. Вольтер боролся за изменение этой условности, подкрепляя желание примерами из древнегреческого театра и современного английского театра, где на сцене регулярно изображались убийства. Однако Вольтер утверждал и то, что английские трагедии могут превратиться в «место бойни» («un lieu de carnage»). Он хотел достичь компромисса между традициями и инновациями. В конце концов, новшества проникли во французский театр, и когда Вольтер представил своей публике «Смерть Цезаря» в 1743 г., то смог изобразить смерть Цезаря так, как изначально и представлял. Вольтер также сетовал на то, что никто из его соотечественников не пытался переводить Шекспира. Он лично перевёл речь Брута в «Юлии Цезаре», став первым французом, переведшим отрывок из шекспировской пьесы. Его перевод был включен в «Discours sur la tragedie» (Рассуждение о трагедии, 1730). Несколько лет спустя он перевёл монолог Гамлета, опубликованный в Les Lettres philosophiques (Философские письма, 1734). Популярность Шекспира неуклонно росла в течение века, и другие пробовали себя в переводах Барда. Появление многочисленных переводов свидетельствует об изменении вкусов французских драматургов и публики. В 1746 г. Пьер-Антуан Лаплас опубликовал 8 томов, содержавших резюме каждой шекспировской пьесы и частичные переводы некоторых из них. Между 1776 и 1782 гг. Пьер Летурнёр перевел весь корпус пьес Шекспира. Его работа также включала в себя комментарии к Шекспиру, особенно к его способности изображать человеческие эмоции и заставлять персонажей говорить на языке, близком к повседневной жизни. Переводы Летурнёра не лишены ошибок, однако его работа сыграла фундаментальную роль в распространении знаний о Шекспире и английском театре во Франции.

### В Италии
Шекспир оставался почти неизвестен в Италии до начала XVIII в. Чаще всего переводились и почитались из английских поэтов Александр Поуп, Джон Мильтон, Томас Грей и Джеймс Томсон. Знания о Шекспире распространялись на полуострове двумя путями. С одной стороны, итальянские интеллектуалы, побывавшие в Англии, имели возможность стать свидетелями театрального представления и написать об их опыте; затем их тексты возвращались в Италию. С другой стороны, многие англичане путешествовали по Италии в XVIII в., поскольку это было одним из многих направлений Гран-тура . Поводов для общения между англичанами и итальянцами было множество. Более того, англичане, мигрировавшие или изгнанные из Англии, часто выбирали Италию в качестве нового дома. Однако в этот период в Европе начали распространяться многие французские переводы и адаптации шекспировских пьес, и большинство итальянских писателей начали читать Шекспира по-французски. Английский язык знали немногие, а словарей почти не было. Первый подход к английским пьесам часто был опосредован французским переписыванием, и, хотя они представляли существенные отличия от оригинала, они привносили знания об английском театре и об его правилах в Италию. Одной из самых известных и читаемых французских адаптаций была «Смерть Цезаря» Вольтера, основанная на «Юлии Цезаре» Шекспира. Шекспировские пьесы начали ставить в итальянских театрах только во второй половине века, и почти всегда это были переделки или переписывания. В 1705 г. Апостоло Зено написал Амвлета (Ambleto), который в следующем году был представлен в Венеции. Амвлет был не переводом Гамлета и даже не адаптацией. Единственное сходство с Гамлетом — источник вдохновения, и теперь доказано, что автор даже не знал Шекспира. Спектакль был настолько успешен, что в 1712 г. его поставили на сцене театра Хеймаркет в Лондоне. Пьеса вновь была представлена в Италии в 1750 г., но она не находилась под влиянием шекспировского Гамлета . По сути, она была идентична первой версии 1706 г. Это сигнал о том, что настоящего интереса к английскому театру и его специфике ещё не было. Первая мелодрама, вдохновлённая трагедией Шекспира, датируется 1789 г., и это «Амлето» Джимбаттисты Занки (Gimbattista Zanchi). Однако он работал при посредничестве французов. Возможно, тогда он ещё не знал первоначальной версии трагедии. Единственной мелодрамой, вдохновлённой непосредственно оригинальным произведением Шекспира, была «Розалинда» (1744 г.) Паоло Ролли. Его источником вдохновения была «Как вам это понравится», и это было единственное театральное представление, вдохновлённое комедией, а не трагедией. Однако с начала века некоторые интеллектуалы пытались перевести некоторые отрывки из шекспировской пьесы, даже если они нередко пользовались помощью французских переводов. Антонио Конти жил в Лондоне с 1715 по 1718 гг. и во время своего пребывания написал две трагедии: «Юлий Цезарь» и «Марк Брут», вдохновлённые шекспировским «Юлием Цезарем». В предисловии к трагедиям Конти похвалил Шекспира и выразил удивление по поводу того, что ни один итальянский писатель прежде не попытался перевести Барда. Он также отметил, что Шекспир не уважал аристотелевские единства. С другой стороны, итальянские драматурги верно соблюдали эти принципы, и Конти не был исключением. Поэтому действие его трагедий происходит в одной местности и длится всего несколько часов. В 1729 г. Паоло Ролли опубликовал итальянский перевод первых шести книг «Потерянного рая». В предисловии он восхвалял Шекспира и сравнивал его с Данте. В 1739 г. он опубликовал перевод монолога Гамлета. Первый полный перевод шекспировской трагедии —это «Джулио Чезаре» Доменико Валентини, напечатанная в 1756 г. Валентини использовал английское издание трагедии, напечатанное в 1733 г. Льюисом Теобальдом для того чтобы осуществить перевод. В предисловии он заявил, что не понимает по-английски, поэтому попросил помощи у некоторых рыцарей, личность которых до сих пор неизвестна. Вероятно, это были английские рыцари, посетившие Сиену в рамках Гран-тура. Для итальянцев и англичан обычным делом были встречи на общественных и культурных мероприятиях. Вероятно, так Валентини и познакомился с ними и попросил помочь ему в процессе перевода. К концу века над Шекспиром работали и другие интеллектуалы. Джузеппе Баретти опубликовал «Рассуждения о Шекспире и мистере де Вольтере» в 1777 г.; Алессандро Верри переводил «Гамлета» и «Отелло» между 1769 и 1777 гг.; Франческо Альгаротти, не ценивший английский театр, изменил мнение, увидев представление Юлия Цезаря в Лондоне. Он также перевёл отрывки, которые, по его мнению, были наиболее заметны в речи Брута. Джустина Ренье Михель переводила Отелло, Макбета и Кориолана между 1798 и 1801 гг. До сих пор неясно, работала ли она самостоятельно. Письма, которыми обменивались с Чезаротти, внушают мысли о том, что ей мог помогать итальянский писатель. Также возможно, что она работала одна, используя французское посредничество для завершения переводов. Вопрос до сих пор не решён.

### В Испании
Знания о Шекспире и об его произведениях поступали в европейские страны, в том числе в Испанию, спустя столетия после его смерти. Это было не всегда просто: даже если некоторым фолио шекспировских пьес удалось попасть в Испанию уже в конце XVI — первой половине XVII в., они не оказали большого влияния на театр и его публику. Есть свидетельства, что Первое и Второе фолио, содержащие исторические драмы, прибыли в эту страну после 1632 г., в тот год, когда они оба были опубликованы в Англии. Есть также свидетельство и о третьем фолио, импортированном в Испанию в 1742 г., но оно утрачено. Одних этих изданий было недостаточно для того, чтобы вызвать интерес испанских писателей и критиков. Произведения Шекспира стали читать больше интеллектуалов в XVIII в.; однако Шекспир достиг Испании не на языке оригинала, его стали изучать лишь благодаря французским переработкам и переписываниям. Испанские учёные редко читали Шекспира на английском языке. Прибытие Шекспира в Испанию принесло споры о театре, об его правилах, его достоинствах и недостатках. Классические правила испанского, французского и итальянского театра, выведенные из классического театра, часто становились препятствием для внедрения нововведений из иных театральных традиций. Английский театр, например, не уважал классические правила. Это вызывало как восхищение, так и неприятие Шекспира и его произведений: с одной стороны, читатели восхищались его воображением, а с другой, он использовал слишком много черт, не нашедших себе места в испанской традиции. Критики, высказывавшие своё мнение о Барде в XVIII в., судили о нём с классической точки зрения, а поскольку он не соответствовал классическим правилам театра, то он не был достоин уважения. Как следствие, его произведения стали переводить только в конце XVIII в. Первый испанский перевод Шекспира датируется 1798 г., когда Леандро Фернандес де Моратин перевел Гамлета. Однако первая трагедия, переведённая непосредственно с английского оригинала, без посредничества французского текста, датируется 1838 г., и это был «Макбет», переведённый Хосе Гарсиа де Вильяльта. Шекспировские пьесы стали ставиться в испанских театрах только в начале XIX в., но зачастую это были неоклассические адаптации, заимствованные из французских переписанных текстов. Между 1808 и 1817 гг. на сцене были поставлены «Отелло», «Ромео и Джульетта» и «Макбет» . Шекспир стал гораздо больше цениться с появлением романтизма.

## XIX в

### Постановки Шекспира

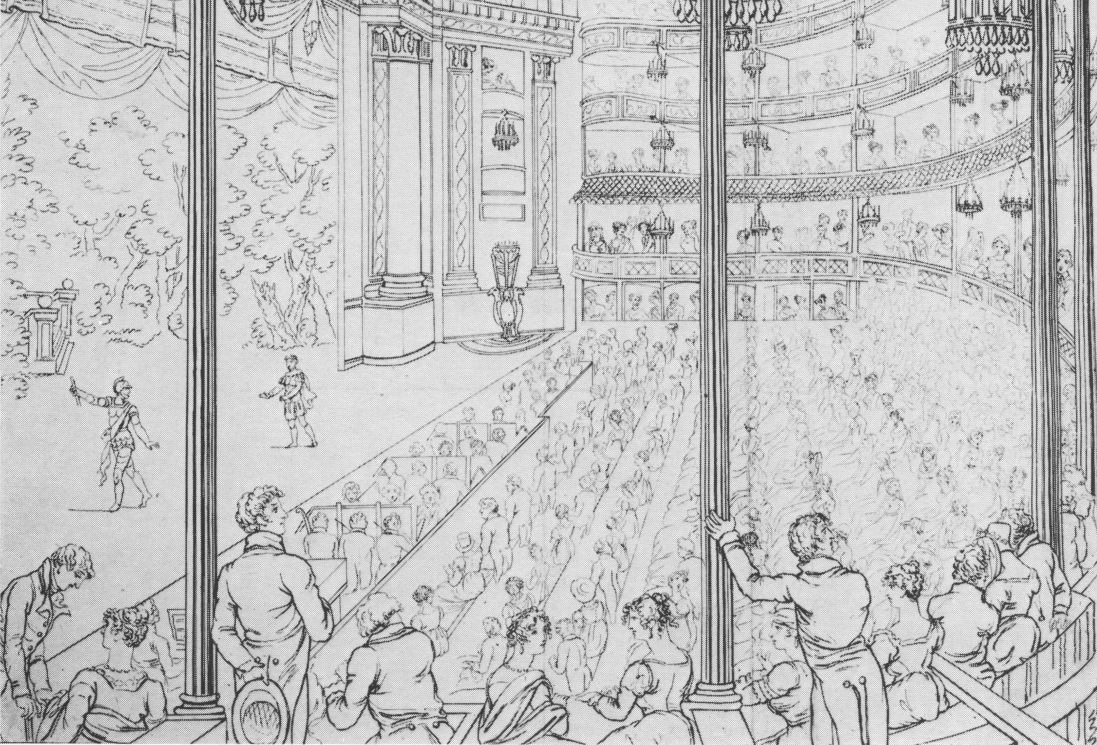
Королевский театр на Друри-лейн в 1813 г. Сцена-платформа исчезла, обращает внимание оркестр, отрезающий актёров от публики.

Театры и театральные декорации всё более усложнялись в XIX в., а имевшие хождение редакции текстов для актёров постепенно сокращались и переделывались таким образом, чтобы всё больше подчёркивать монологи и самих звёздных актёров за счет темпа и действия. Выступления ещё больше замедлялись из-за необходимости делать частые паузы ради смены декораций, что создавало осознанную потребность в ещё большем сокращении текста для того чтобы удерживать продолжительность выступления в допустимых пределах; стало общепринятым правилом, что пьесы Шекспира слишком длинны, чтобы их можно было ставить без существенных сокращений. Платформа или авансцена, на которую актёры XVII в. выходили для контакта с публикой, исчезла, и актёры навсегда остались за четвертой стеной или аркой авансцены, ещё больше отделенной от публики оркестром, см. изображение.
На протяжении XIX в. имена легендарных актёров почти заглушала пьесы, в которых они появляются: Сара Сиддонс (1755—1831), Джон Филип Кембл (1757—1823), Генри Ирвинг (1838—1905) и Эллен Терри (1847—1928). Быть звездой драмы стало означать быть прежде всего «великим шекспировским актером», сыграть Гамлета — для мужчин и Леди Макбет — для женщин, и особенно ценились выразительные постановки величайших монологов Шекспира. Пик зрелищности, звёздности и монологов Шекспировских постановок пришёлся на время актёра-менеджера Генри Ирвинга в Королевском лицейском театре Лондона с 1878 по 1899 гг. В то же время елизаветинское сценическое общество Уильяма Пиля осуществило революционное возвращение к истокам оригинальных текстов Шекспира и к сценической платформе, к отсутствию декораций и к плавной смене сцены елизаветинского театра.

### Шекспир в литературной критике

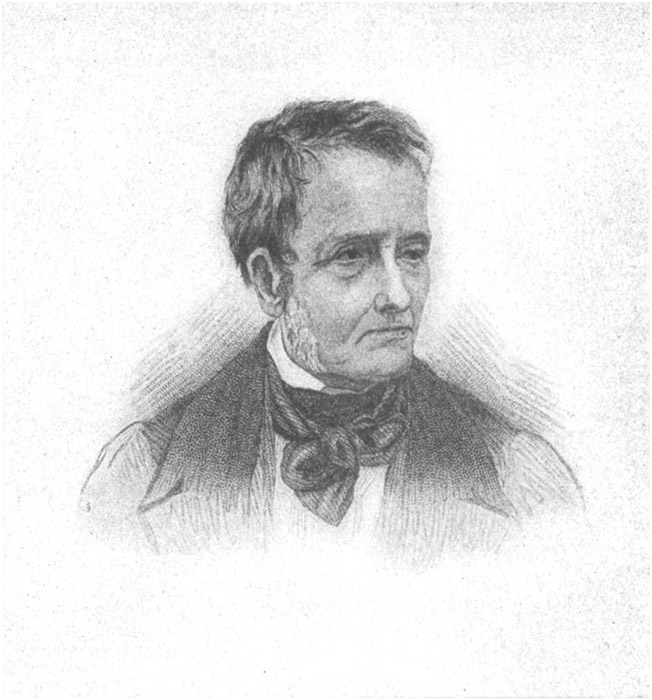
Томас де Квинси : «О, могущественный поэт! Твои произведения… подобны явлениям природы, подобны солнцу и морю, звездам и цветам».

Мнение о недооценённом Шекспире XVIII в. было сформулировано в начале XIX в. романтиками ради поддержки их воззрений на литературную критику XVIII в. как мелкой, формальной и слишком привязанной к правилам, что противопоставлялось их собственному преклонению перед ним как поэтом, пророком и гением. Такие идеи нашли наиболее полное выражение среди таких немецких критиков, как Гёте и братья Шлегели. Критики романтического толка, такие как Сэмюэл Тейлор Кольридж и Уильям Хэзлитт, испытывали восхищение перед Шекспиром и занимались «бардопоклонством» (это слово, образованное посредством сочетания «бард + идолопоклонство» придумал Джордж Бернард Шоу в 1901 г., что означает чрезмерное или квази-религиозное поклонение Шекспиру). Сравнивать его с другими драматургами эпохи Возрождения, даже ради признания его превосходства, стало казаться непочтительностью. Шекспира скорее необходимо было изучать без какого-либо включения критических способностей, его почитателям нужно было почти что молиться на него, как это написано в классическом эссе Томаса де Квинси «О стуке в ворота в Макбете» (1823 г.): «О, могучий поэт! Твои произведения не таковы, как у прочих людей, это не просто великие произведения искусства; но также подобны явлениям природы, подобны солнцу и морю, звездам и цветам, морозу и снегу, дождю и росе, граду и грому, которые надлежит изучать с полным подчинением наших собственных способностей…» («O, mighty poet! Thy works are not as those of other men, simply and merely great works of art; but are also like the phenomena of nature, like the sun and the sea, the stars and the flowers,—like frost and snow, rain and dew, hail-storm and thunder, which are to be studied with entire submission of our own faculties…»).
По мере возрастания важности понятия литературной оригинальности критики стали приходить в ужас от идеи адаптировать трагедии Шекспира к сцене, прибавляя к ним счастливый конец или же исключая каламбуры в «Ромео и Джульетте». С другой стороны, происходившее на сцене считалось неважным, поскольку романтики, сами сочинявшие пьесы, считали Шекспира в целом более подходящим для чтения, чем для постановки. Чарльз Лэм считал любую форму сценического представления отвлекающей от истинного качества текста. Этот взгляд, претендующий на вечную истину, также был естественным следствием господства мелодрамы и зрелищ на сцене нач. XIX в.
Шекспир стал важной эмблемой национальной гордости в XIX в., который был периодом расцвета Британской империи и вершиной британского могущества в мире. Для Томаса Карлейля в книге «О героях, поклонении героям и героическому в истории» (1841 г.) Шекспир являлся одним из величайших героических поэтов в истории в том смысле, что он служил «объединяющим знаком» британского культурного патриотизма во всём мире, включая и утраченные американские колонии: «Из Параматты, из Нью-Йорка, откуда угодно… английские мужчины и женщины будут говорить друг другу: „Да, это наш Шекспир; это мы произвели его, мы говорим и думаем его посредством; мы с ним одной крови и родства“» («The Hero as a Poet»). Являясь наиболее выдающимся из всех великих канонических писателей, жемчужиной английской культуры и, как выразился Карлейль, «просто реальным, товарным, осязаемо полезным достоянием» («merely as a real, marketable, tangibly useful possession»), Шекспир в XIX в. сделался средством создания общего наследия для метрополии и всех её колоний. Постколониальные литературные критики много говорили об использовании пьес Шекспира в качестве средства подчинения и уничтожения культуры самих колоний. Шекспир оставался влиятелен и в Германии. В 1807 г. Август Вильгельм Шлегель перевёл все пьесы Шекспира на немецкий язык, и популярность перевода Шлегеля (который обычно считается одним из лучших переводов Шекспира на иностранный язык в принципе) была такова, что немецкие националисты вскоре начали утверждать, что Шекспир был на самом деле немецким драматургом, который просто написал свои пьесы на английском языке. К середине XIX в. Шекспир был включён в пантеон немецкой литературы. В 1904 г. в Веймаре была установлена статуя Шекспира, изображающая Эйвонского Барда, смотрящего вдаль, это была первая статуя, поставленная в честь Шекспира в материковой Европе.

### Романтическая икона в России
В эпоху романтизма Шекспир стал чрезвычайно популярен в России.Белинский писал, что он был «восхищён драмой Шекспира». Александр Пушкин испытал сильное влияние Гамлета и исторических пьес Шекспира, а его пьеса «Борис Годунов» обнаруживает сильное шекспировское влияние. Позднее в XIX в. Иван Тургенев часто писал эссе о Шекспире, самое известное из которых — «Гамлет и Дон Кихот». На Фёдора Достоевского большое влияние оказал Макбет при написании романа «Преступление и наказание», демонстрируя влияние Шекспира в трактовке темы вины. С 1840х гг. Шекспира регулярно ставили в России, а чернокожий американский актер Айра Олдридж, которого не допускали на сцену в Соединенных Штатах из-за цвета кожи, стал ведущим шекспировским актером в России в 1850е гг., получая награды от императором Александром II за блестящее изображение шекспировских персонажей.

## XX в
Шекспир продолжал считаться величайшим английским писателем всех времен на протяжении всего XX в. Большинство западных образовательных систем требовали изучения текста двух или более пьес Шекспира, и как любительские, так и профессиональные постановки Шекспира были обычным явлением. Именно распространение высококачественных, хорошо аннотированных текстов и непревзойдённая репутация Шекспира позволили постановкам пьес Шекспира оставаться текстуально точными, но с необычайным разнообразием декораций, режиссуры и костюмов. Такие учреждения, как Шекспировская библиотека Фолджера в Соединенных Штатах, обеспечили постоянное и серьёзное изучение шекспировских текстов, а Королевская шекспировская труппа в Великобритании смогла поддержать ежегодную постановку как минимум двух пьес.
Шекспировские постановки отражали напряженность этого времени; в начале века Барри Джексон из Бирмингемского репертуарного театра начал постановку спектаклей в современной одежде, тем самым положив начало новой тенденции в постановках пьес Барда. Спектакли пьес могут быть сильно подвержены разным толкованиям. Таким образом, постановщики пьес могли подчёркивать марксистскую, феминистскую или — популярнее всего — фрейдистскую психоаналитическую интерпретацию пьес, даже если они оставляли самые буквальные сценарии пьес. Во второй половине XX века количество подходов стало более разнообразно, поскольку критики применяли к произведениям Шекспира теории структурализма, нового историзма, культурного материализма, афроамериканские исследования, квир-исследования и литературную семиотику.

### В Третьем рейхе
В 1934 году французское правительство уволило директора «Комеди Франсез» из-за скандальной постановки «Кориолана», ставшей поводом для насилия со стороны правых на фоне дела Ставиского. В последовавших за этим международных протестах было одно из Германии, от Йозефа Геббельса. Хотя постановки шекспировских пьес в самой Германии подвергались идеологической цензуре, он по-прежнему считался великим классическим драматургом, тем более что почти каждая новая немецкая пьеса, начиная с конца 1890х гг., изображалась немецкой правительственной пропагандой как произведение левых, евреев или «дегенератов» того или иного рода. Политически приемлемые писатели просто не могли восполнить пробел или могли сделать это только с помощью худших видов агитпропа. В 1935 г. Геббельс должен был сказать: «Мы можем строить автобаны, возрождать экономику, создавать новую армию, но мы… не можем производить новых драматургов». Когда Шиллера подозревали в радикализме, Лессинга в гуманизме и даже великого Гёте в отсутствии патриотизма, тогда наследие «арийского» Шекспира было переосмыслено для новых целей.
Родни Симингтон, профессор германистики и русистики Университета Виктории, Канада, рассматривает этот вопрос в книге «Присвоение Шекспира нацистами: культурная политика в Третьем рейхе» (The Nazi Appropriation of Shakespeare: Cultural Politics in the Third Reich. Edwin Mellen Press, 2005). Ученый сообщает, что Гамлет, например, был переосмыслен в качестве протогерманского воина, а не человека с обострённой совестью. Об этой пьесе один критик написал: «Если придворного Лаэрта тянет в Париж, а гуманист Горацио кажется больше римлянином, чем датчанином, то, конечно же, не случайно альма-матерью Гамлета должен был быть Виттенберг». Ведущий журнал заявил, что преступление, лишившее Гамлета его наследства, было предвестником Версальского договора, а поведение Гертруды напоминало бесхарактерных веймарских политиков.
Через несколько недель после прихода к власти Гитлера в 1933 г. появилось официальное партийное издание под названием «Шекспир — германский писатель», противостоящее желавшим запрета любого иностранного влияния. В Министерстве пропаганды Райнер Шлоссер, которого Геббельс поставил во главе немецкого театра, размышлял, что Шекспир был скорее немец, чем англичанин. После начала войны постановки Шекспира были запрещены, хотя Гитлер лично быстро отменил данный запрет, и эта благосклонность не распространялась ни на кого другого. Режим присвоил себе не только Барда, но и саму елизаветинскую Англию. Для нацистских лидеров она была молодой, энергичной нацией, очень похожей на сам Третий рейх и совершенно не похожей на загнивающую Британскую империю того времени.
Очевидно, что существовали и некоторые исключения из официального одобрения Шекспира, и великие патриотические пьесы, и в первую очередь Генрих V, были задвинуты в стол. Восприятие «Венецианского купца» было в лучшем случае прохладным (в качестве возможной альтернативы предлагался «Мальтийский еврей» Марло), потому что пьеса была не достаточно антисемитской на вкус нацистов (заключение пьесы, где дочь еврейского антагониста обращается в христианство и выходит замуж за одного из главных героев-язычников, особенно нарушало нацистские представления о расовой чистоте). Таким образом, «Гамлет» стал самой популярной пьесой наряду с «Макбетом» и «Ричардом III».

### В Советском Союзе
Учитывая популярность Шекспира в России, существовали киноверсии, часто отличавшиеся от западных интерпретаций, обычно подчёркивая гуманистический посыл, который косвенно критиковал сам советский режим. «Отелло» (1955) Сергея Юткевича прославляет любовь Дездемоны к Отелло как торжество любви над расовой ненавистью. «Гамлет» (1964) Григория Козинцева изобразил Данию XVI в. тёмным, мрачным и угнетающим местом с повторяющимися образами заключения, красной нитью проходящими через весь фильм, от фокуса на решетке Эльсинора до железного корсета, который Офелия вынуждена носить, сходя с ума. Тирания Клавдия напоминала тиранию Сталина с гигантскими портретами и бюстами Клавдия, выделяющимися на заднем плане фильма, что позволяет предположить, что Клавдий участвовал в создании «культа личности». Учитывая акцент на изображениях заточения, решение Гамлета отомстить своему отцу становится почти второстепенным по отношению к его борьбе за свободу, так как он бросает вызов сталинской тирании Клавдия. Гамлет в этом фильме напоминает советского диссидента, который, несмотря на собственные колебания, страхи и сомнения, больше не может выносить вокруг себя нравственную гниль. Фильм снят по сценарию писателя Бориса Пастернака, репрессированного при Сталине. Версия «Короля Лира» 1971 г., также поставленная Козинцевым, представила пьесу в качестве «толстовской панорамы зверства и мужества», поскольку Лир находит собственное нравственное искупление среди простых людей.

### Принятие Шекспира во Франции
Шекспир по разным причинам так и не прижился во Франции, и даже когда его пьесы ставились во Франции в XIX в., они были радикально изменены ради соответствия французским вкусам, например, в Ромео и Джульетте был счастливый конец. Только в 1946 г. в Париже был поставлен «Гамлет» в переводе Андре Жида, что и «вознесло Шекспира до культового статуса» во Франции. Философ Жан-Поль Сартр писал, что французские интеллектуалы были «внезапно реинтегрированы в историю» немецкой оккупацией 1940—1944 гг., так как старая телеологическая историческая версия истории, в которой мир постепенно улучшается под руководством Франции, больше не выдерживает критики, и поскольку «нигилистические» и «хаотичные» пьесы Шекспира наконец нашли аудиторию во Франции. The Economist заметил: «к концу 1950х гг. Шекспир вошёл во французскую душу. Никто из видевших, как Комеди-Франсез исполняет его пьесы в парижском зале Ришельё никогда не забудет особый ажиотаж публики, ибо бард — любимец Франции».

### В Китае
В годы сложной политической и экономической либерализации после смерти Мао в 1976 г. Шекспир стал популярен в Китае. Сами постановки пьес Шекспира, ранее осуждённого как «буржуазного западного империалистического автора», которого не мог уважать ни один китаец, сам по себе были актом тихого инакомыслия. Из всех пьес Шекспира самой популярной в Китае в конце 1970-х и 1980-х годах был «Макбет», так как китайская публика увидела в пьесе, впервые поставленной в Англии в 1606 г. и разворачивающейся в Шотландии XI в., параллель с Великой культурной революцией конца 1960-х гг. Насилие и кровавый хаос «Макбета» напомнили китайской аудитории о насилии и кровавом хаосе Культурной революции, и, кроме того, история национального героя, ставшего тираном вместе с властолюбивой женой, рассматривалась как параллель с Мао Цзэдуном и его женой Цзян Цин. Рецензируя постановку «Макбета» в Пекине в 1980 г., один китайский критик Сюй Сяочжун похвалил «Макбет» как историю о том, «как жажда власти окончательно погубила великого человека». Другой критик, Чжао Сюнь, писал: «Макбет — пятая шекспировская пьеса, поставленная на китайской сцене после разгрома „Банды четырёх“. Эти заговорческие пьесы всегда разыгрывались в критические моменты истории нашего народа».
Точно так же и постановка «Короля Лира» 1982 г. была воспринята критиками как история «нравственного упадка», история о времени, «когда души людей были настолько осквернены, что они плохо обращались даже со своими престарелыми родителями», аллюзия на дни Культурной революция, когда молодые люди, служившие в Красной гвардии, ругали, осуждали, нападали, а иногда даже убивали собственных родителей за то, что они не соответствовали «идеям Мао Цзэдуна». Режиссёр пьесы, шекспировед Фан Пин, пострадавший во время Культурной революции за изучение этого «буржуазного западного империалиста», заявил в интервью в то время, что «Король Лир» был актуален в Китае, потому что король Лир, "высший правитель монархии "сотворил мир, полный жестокости и хаоса, где любившие его были наказаны, а не любившие были вознаграждены, [это] едва завуалированная отсылка к зачастую капризному поведению Мао, наказывавшему своих верных последователей без видимой причины. Преданность и любовь Корделии к своему отцу, несмотря на его безумие, жестокость и неприятие, воспринимаются в Китае как подтверждение традиционных конфуцианских ценностей, где превыше всего стоит любовь к семье, и по этой причине Король Лир рассматривается в Китае как очень «китайская» пьеса, утверждающая традиционные ценности сыновней почтительности.
Постановка «Венецианского купца» в 1981 г. имела успех у китайской публики, так как в пьесе развиваются темы справедливости и честности в жизни, а Порция была особенно популярна, поскольку, как писал один критик, она считалась олицетворением «гуманистического духа Возрождения» с его стремлением к «индивидуальности, правам и свободам человека». Тема религиозного конфликта между еврейским купцом и торговцем-христианином в «Венецианском купце» обычно игнорируется в китайских постановках «Венецианского купца», так как большинство китайских находок не считают тему еврейско-христианского конфликта актуальной. В отличие от западных постановок, персонаж Шейлока в китайской постановке «Венецианского купца» — злодей без нюансов, представленный как человек, способный лишь на зависть, злобу, жадность и жестокость, человек, действия которого мотивированы лишь его духовным обнищанием. Напротив, на Западе Шейлока обычно представляют нюансированным злодеем, человеком, который никогда раньше не обладал властью над христианином и не способен сопротивляться влиянию этой власти. Ещё одна популярная пьеса, особенно среди диссидентов при коммунистическом правительстве, — «Гамлет». «Гамлет» и тема человека, попавшего в ловушку тиранического режима, очень популярен среди китайских диссидентов. Один диссидент У Нинкун писал о своём пребывании в ссылке 1958-61 гг. в колхозе в отдаленной части северной Маньчжурии, что он сразу понял строчку из пьесы «Дания — тюрьма!».

### Фильмы
Это расхождение между текстом и исполнением у Шекспира сохранилось и в киновоплощениях. Например, и «Гамлет», и «Ромео и Джульетта» были сняты в современной обстановке, иногда с современными «обновлёнными» диалогами. Кроме того, были предприняты усилия (особенно со стороны BBC) для того, чтобы каждая пьеса Шекспира снималась на плёнку или записывалась на видео. Причина этого была образовательная, так как многие государственные образовательные инициативы признавали необходимость ставить Шекспира в тех же классах, где его просто читали.

### Поэзия

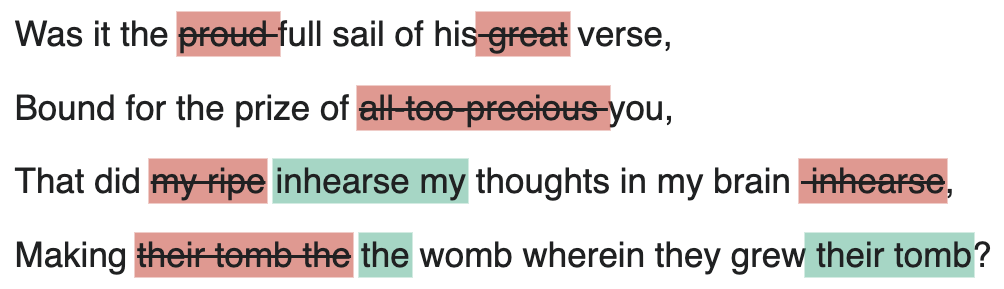
Редактирование Бантингом первых строк шекспировского сонета 86

Многие англоязычные поэты-модернисты опирались на произведения Шекспира, интерпретируя их по-новому. Эзра Паунд, к примеру, считал сонеты своего рода ученической работой, когда Шекспир осваивал искусство поэзии. Он также объявил исторические пьесы подлинным английским эпосом. В «Традиции и индивидуальном таланте» Т. С. Элиот писал о восприятии гениальности Шекспира, говоря: «некоторые могут усвоить знание, а опоздавшие должны потрудиться над этим. Шекспир узнал от Плутарха больше важной истории, чем большинство людей смогли бы получить со всего Британского музея». Бэзил Бантинг переписал сонеты в виде модернистских стихов, просто стерев все слова, которые он считал ненужными. Луи Зукофски прочитал все произведения Шекспира к 11 годам, а его «Основа: О Шекспире» (1947) представляет собой стихотворение в прозе книжного объёма, исследующее роль глаз в пьесах. В оригинальное издание также был включен второй том, состоящий из постановки «Бури» жены поэта Селии Зукофски.

## XXI в
Репутация Шекспира продолжала оказывать положительное влияние на то, как киноиндустрия обрататывает его произведения. Например, Джоэл Коэн, один из братьев Коэн срежиссировал кинопостановку «Макбета».